# Felicità (album)
Felicità è un album di Al Bano e Romina Power, pubblicato nel 1982.
L'album è stato pubblicato in Italia con il titolo Aria pura (da non confondere con l'album con lo stesso titolo del 1979) e con il titolo Аль Бано И Ромина Пауэр in Russia, mentre nei paesi di lingua spagnola fu intitolato Felicidad. È uno dei dischi più venduti della loro carriera arrivato in quarta posizione in Italia ed in diciassettesima in Germania rimanendovi in classifica per 40 settimane.
Sempre nel 1982 quattro singoli dell'album si piazzarono contemporaneamente nella hit parade. Il brano Aria pura, registrato nuovamente dopo l'originale del 1979, è stato sigla iniziale della trasmissione Domenica in stagione 1981-1982. La canzone Felicità è stata presentata al Festival di Sanremo 1982 e si classificò seconda solo a Storie di tutti i giorni di Riccardo Fogli.
Durante il programma televisivo Fantastico 2 Romina Power presentò Il ballo del qua qua e poi, insieme ad Al Bano, le hits Sharazan e la nuova versione di Prima notte d'amore.
Il disco contiene anche una nuova registrazione di We'll Live It All Again, presentata qualche anno prima all'Eurovision Song Contest 1976, con il titolo E fu subito amore.

## Tracce
1. Aria pura (Albano Carrisi, Romina Power)  - 3:12
2. Felicità (Cristiano Minellono, Dario Farina, Gino De Stefani)  - 3:13
3. Prima notte d'amore (Albano Carrisi, Romina Power)  - 2:55
4. Sharazan (Albano Carrisi, Ciro Dammicco, Romina Power)  - 4:45
5. Il ballo del qua qua (Lorenzo Raggi, Romina Power, Terry Rendall, Werner Thomas)  - 2:45
6. Angeli (Cristiano Minellono, Dario Farina)  - 3:25
7. E fu subito amore (Albano Carrisi, Romina Power)  - 3:53
8. Canto di libertà (Albano Carrisi, Romina Power)  - 2:45
9. Caro Gesù (Albano Carrisi, Romina Power)  - 3:52
10. Arrivederci a Bahia  (Cristiano Minellono, Dario Farina)  - 3:06

Arrangiamenti di Gian Piero Reverberi (tracce 1-4 e 6-9) e Pinuccio Pirazzoli (tracce 5 e 10).

## Formazione
- Al Bano – voce, cori
- Romina Power – voce
- Gunther Gebauer – basso
- Mats Bjorklund – chitarra
- Curt Cress – batteria
- Geoff Bastow – pianoforte, sintetizzatore
- Eloisa Francia, Paola Orlandi, Silvia Annicchiarico, Mario Balducci, Lalla Francia, Moreno Ferrara, Silvio Pozzoli – cori

## Classifiche
| Classifica (1982) | Posizione massima |
| ----------------- | ----------------- |
| Germania          | 17                |
| Paesi Bassi       | 39                |